# Kongó Reformszövetség
A Kongó Reformszövetség 1904 márciusában alakult meg, alapítói Dr. Henry Guinness (1861-1915), Edmund Morel és Roger Casement voltak. A szövetség célja az volt, hogy a Kongói Szabadállam területén, II. Lipót belga király képviselői által elkövetett kegyetlenkedések, visszaélések és gyilkosságok nyilvánosságra kerüljenek és a nemzetközi közvéleményt cselekvésre kényszerítsék.
A szövetség létrehozásának előzménye a svéd misszionárius Sjoblom és J. Murphy amerikai baptista hittérítő jelentése volt, amelyet 1895-ben adtak át Dr. Guinness-nek a Kongói szabadállamban elkövetett visszaélésekről. A jelentést követően került sor a „Kongó és Balolo Misszió” kiküldésére, amelynek célja az volt, hogy bizonyítékokat, információkat és fényképeket gyűjtsön a visszaélések dokumentálásához. A kiküldött 35 misszionáriusból csak 6 tért vissza.
Részben munkásságuknak volt köszönhető, hogy Roger Casement brit diplomata, kongói brit konzul utasítást kapott arra, hogy vizsgálja ki a visszaélésekről terjengő híreket. Casement 1903-ban fejezte be a vizsgálatot és adta át jelentését, amely végül cselekvésre kényszerítette a brit kormányt.
Edmund Morel a liverpool-i kikötő tisztviselője volt és felkeltette figyelmét, hogy a Kongóból gumival megrakott hajók fegyverekkel és lőszerrel térnek vissza a Szabadállamba. Morel otthagyta állását és vizsgálódni kezdett, munkáját és jelentéseinek publikálását a Lipót monopóliumát megtörni szándékozó kereskedők és a tisztán emberbaráti okokból cselekvő William Cadbury milliomos támogatta. Morel hetente írt a West Africa Mail nevű lapba tapasztalatairól.
Guinness doktor előadásokat tartott Angliában a kongói helyzetről és még Theodore Roosevelt amerikai elnökkel is találkozott 1907-ben.
Az általuk alapított társaságnak hamarosan több országban is megjelent és végül 1908-ra elérték céljukat, amikor a belga állam átvette a Kongói Szabadállam felügyeletét és Belga Kongó néven gyarmattá szervezte át. A társaság 1912-ben szűnt meg. 1924-ben Morelt Nobel-békedíjra jelölték a társaság érdekében végzett munkája elismeréseként.
A társaság munkáját számos híres író támogatta, mint például Joseph Conrad, Anatole France, Arthur Conan Doyle és Mark Twain, akik írásaikat a társaság céljainak szolgálatába állították. Conrad regénye, A sötétség mélyén (Heart of Darkness) személyes tapasztalatain alapult, amiket a Kongó-folyón hajózó bárka kapitányaként szerzett.

## Külső hivatkozások
- Edmund Morel írásai[halott link] a London School of Economics archívumában Archiválva 2007. június 18-i dátummal a Wayback Machine-ben